# Du tac au tac
Vaut mieux en rire
Du tac au tac est une série télévisée humoristique québécoise en 216 épisodes de 25 minutes scénarisée par André Dubois, Jean-Pierre Plante et Raymond Plante, diffusée du 6 octobre 1976 au 8 juin 1982 à la Télévision de Radio-Canada.

## Synopsis
L'action se déroule dans le bureau d'un imprésario bien coté de Montréal, celui de M. Jean-Jacques Lemay, entouré de ses employés qui ont chacun des tâches bien définies.
Il y a Mario Duquette, le comptable qui s'habille toujours avec des vêtements colorés, sinon criards.
Lors de la première saison, les agents d'artistes sont Geneviève Hamelin et Luc Vézina. Nous faisons également la connaissance de Vincent Tremblay, l'ami de Geneviève Hamelin.
À partir de la deuxième saison, ce sont Louis Gauthier et Sylvie Larouche qui deviennent les agents d'artistes.
Louis Gauthier est très terre à terre sur ses principes, il deviendra le gendre de M. Lemay en ayant une relation avec sa fille Catherine.
Gaétan, chauffeur de taxi et beau-frère de Mario Duquette mariera Huguette la réceptionniste un peu écervelée de M. Lemay.
Antoine Gamache est le directeur de la Place des Arts pour lequel Sylvie Larouche a le béguin.

## Distribution
- Roger Lebel : Jean-Jacques Lemay, patron des Productions Jean-Jacques Lemay
- Michel Forget : Mario Duquette, comptable
- Normand Chouinard : Gaétan Brouillard [2], beau-frère de Mario Duquette et chauffeur de taxi puis gérant du snack-bar ou loge les entreprises Jean-Jacques Lemay
- Jean-Pierre Chartrand : Louis Gauthier, agent d'artistes en remplacement de Luc Vézina à compter de la deuxième saison
- Christiane Pasquier : Sylvie Larouche, amie de Jérôme Hamelin qui remplacera Geneviève Hamelin à compter de la deuxième saison en tant qu'agent d'artistes
- Anouk Simard : Huguette Lafleur[3], réceptionniste
- Marthe Choquette : Thérèse Duquette, épouse de Mario Duquette
- Véronique Le Flaguais : Catherine Lemay, fille de Jean-Jacques Lemay
- Nicole Filion : Florence Lemay, épouse de Jean-Jacques Lemay
- Gérard Poirier : Antoine Gamache, directeur de la Place des Arts
- France Castel : Geneviève Hamelin, agent d'artistes. À compter de la deuxième saison, on ne fait que mentionner le fait que Geneviève travaille à régler des dossiers de tournées à l'extérieur (Toronto, etc.)
- Michel Côté : Gilbert Gauthier[4]
- Michel Dumont : Vincent Tremblay, haut fonctionnaire au ministère des Affaires inter-gouvernementales et ami de Geneviève Hamelin
- Luc Durand : Luc Vézina, agent d'artistes
- Jean-François Fournier : Éric Duquette
- Daniel Gadouas : Jérôme Hamelin, frère de Geneviève Hamelin
- Marjolaine Hébert : mère de Genevière et Jérôme Hamelin
- Monique Miller : Mireille Bergeron
- Béatrice Picard : Colombe Paradis
- Gaétan Labrèche : Julien Richard
- Louise Portal : Patsy Laflamme[2]
- Jo-Ann Quérel : Jocelyne Sylvain[2]
- Marie-Noëlle Riddez : Linda Duquette
- Yvan Ducharme : Buddy Taillefer (1980-1982)
- Yvon Rioux : Jacques Trudeau, journaliste pour la publication Gala des vedettes
- Septimiu Sever : M. Melnikoff
- Véronique Béliveau : Lucie

## Fiche technique
- Scénarisation : André Dubois, Jean-Pierre Plante et Raymond Plante
- Réalisation : Raymonde Boucher, Lise Chayer, Marcel Collet, Maurice Falardeau, Roger Fournier, Royal Marcoux, Richard Martin, Jacques Payette et René Verne
- Société de production : Société Radio-Canada